# Comuna Peremîl, Horohiv
Peremîl (în ucraineană Перемиль) este o comună în raionul Horohiv, regiunea Volînia, Ucraina, formată din satele Bohunivka, Humnîșce, Lîpa, Peremîl (reședința) și Starîkî.

## Demografie
Componența lingvistică a satului Peremîl
     Ucraineană (99,63%)
     Alte limbi (0,33%)
Conform recensământului din 2001, majoritatea populației satului Peremîl era vorbitoare de ucraineană (99,63%), existând în minoritate și vorbitori de alte limbi.